# Silbermond/Konzerte und Tourneen
Dies ist eine Liste über alle absolvierten Tourneen der deutschen Pop-Rock-Band Silbermond.

## Tourneen
| Jahr | Titel                         | Zeitraum                                | Anzahl der Auftritte       |
| --- | ----------------------------- | --------------------------------------- | -------------------------- |
| 2004–2005 | „Verschwende deine Zeit“-Tour | 15. September 2004 – 17. September 2005 | 108 ( 87, 8, 6, 1, 1 1, 1) |
| Die erste große Silbermond-Tour führte die Band zu 108 Konzerten durch ganz Europa.                                        |                               |                                         |                            |
| 2006–2007 | „Laut gedacht“-Tour           | 4. Mai 2006 – 15. September 2007        | 68 ( 56, 8, 2, 1, 1)       |
| Die zweite Silbermond-Tour bestand aus Hallen- und Open-Air-Konzerten und fand in den Jahren 2006 und 2007 statt.          |                               |                                         |                            |
| 2009–2010 | „Nichts passiert“-Tour        | 6. Mai 2009 – 18. September 2010        | 80 ( 66, 7, 6, 1)          |
| Die aus 80 Konzerten bestehende Tour promotete Silbermonds Album Nichts passiert.                                          |                               |                                         |                            |
| 2012 | „Guten Abend“-Tour            | 15. Mai 2012 – 6. Juni 2012             | 9 ( 4, 2, 1, 1)            |
| Die Guten Abend-Tour umfasste 9 Konzerte, wovon über die Hälfte im Ausland gespielt wurden.                                |                               |                                         |                            |
| 2012–2013 | „Himmel auf“-Tour             | 7. Juni 2012 – 22. September 2013       | 38 ( 30, 4, 3, 1)          |
| Neben Silbermond spielten bei einigen Konzerten auch weitere Acts wie Bosse und Silly.                                     |                               |                                         |                            |
| 2013 | Kneipentour 2013              | 4. November 2013 – 10. November 2013    | 6 ( 6)                     |
| Sämtliche Konzerte der Kneipentour 2013 fanden in verschiedenen Kneipen und Bars in Silbermonds Heimatstadt Bautzen statt. |                               |                                         |                            |
| 2015 | „Alles auf Anfang“-Tour       | 11. Juni 2015 – 20. Juni 2015           | 4 ( 4)                     |
| Vier Konzerte gaben Silbermond im Rahmen der Veröffentlichung ihres Best-of-Albums Alles auf Anfang 2014 - 2004.           |                               |                                         |                            |
| 2016 | „Leichtes Gepäck“-Tour        | 10. Mai 2016 – 27. August 2016          | 14 ( 12, 1, 1)             |
| Für das kommende Jahr sind bisher 14 Konzerte geplant.                                                                     |                               |                                         |                            |